# マイケル・J・スミス
マイケル・ジョン・スミス（英語: Michael John Smith, 1945年4月30日 - 1986年1月28日）は、アメリカ合衆国の宇宙飛行士。チャレンジャー号爆発事故が起こったSTS-51-Lでパイロットを務めていた。
スミスはノースカロライナ州ボーフォートで生まれた。当地には現在、彼の名前にちなんだ飛行場がある。1967年に海軍兵学校を卒業し、ベトナム戦争には戦闘機のパイロットとして従軍すると、多くの勲章を受章した。戦後はテストパイロットとして海軍で働き、死後に大佐まで昇進した。死後にはパープルハート章も受賞している。
スミスは1980年5月に宇宙飛行士に選ばれ、1986年秋に予定されたスペースシャトルのミッションのパイロットに決まった。
雨の予報のため、NASAがチャレンジャーの打上げを1月26日から延期するように決定したことがスミスの運命を決めた。パイロットとしての彼の経験から、飛行の前に天気のパターンを調べ、彼はジェットストリームの様子からケープ・カナベラルに寒冷前線が近づいていることを知っていた。また、彼はNASAの技術者に対し、遅くとも1月26日までにシャトルが出発できるように予備のパーツをつけることを要求した。結局、予報された雨は降らず、スミスは「1度も宇宙飛行したことのない人達が決定を下しているんだ」と怒ったように友人に話した。そして1月28日、悪条件の中打ち上げが強行されたチャレンジャー号は空中分解、爆発し、スミスは他の6人の乗組員とともに死亡した。
1990年のテレビ映画『チャレンジャー』では、ブライアン・カーウィンが演じている。